# Lophodermium rubicola
Lophodermium rubicola är en svampart som beskrevs av Earle 1898. Lophodermium rubicola ingår i släktet Lophodermium och familjen Rhytismataceae.   Inga underarter finns listade i Catalogue of Life.